# Rodrigo (ópera)
Rodrigo es una ópera en tres actos con música de Georg Friedrich Händel (HWV 5), que trata de Rodrigo, el último rey en la Hispania Visigoda. La obra se estrenó en Florencia el otoño de 1707, en el Teatro Civico Accademico y tuvo un éxito notable. Su título original era Vincer se stesso è la maggior vittoria ("Vencerse a uno mismo es la mayor victoria"). El libreto se basa en Il duello de amore e di vendetta ("El conflicto entre el amor y la venganza") de Francesco Silvani, que ya había servido de base a otra ópera de Marco Antonio Ziani. 

## Historia
El compositor alemán empezó a componer la ópera en Roma, donde había llegado en enero de aquel mismo año. Esta ópera, de 1707, fue la primera ópera de Händel escrita para representarse en Italia, y se estrenó en Florencia a finales del año 1707. Händel recibió una buena paga, y una vajilla de porcelana, del gran duque Fernando de Médici. 
La ópera se repuso en 1984, en Innsbruck. La obra no ha llegado completa a nuestros días, a pesar de que en 1985 se descubrió un fragmento perdido del acto III. Se dio una producción más completa por la Handel Opera Society bajo Charles Farncombe en el Teatro Sadler's Wells de Londres en 1985. Otra reposición tuvo lugar en Karlsruhe en 1987.
Para algunas grabaciones, el musicólogo Alan Curtis ha compuesto recitativos para las partes que faltan y ha cogido prestado de otras obras para algunas arias (procedimiento, por otro lado, muy habitual en la época barroca).
Esta ópera rara vez se representa en la actualidad; en las estadísticas de Operabase aparece con sólo 1 representación en el período 2005-2010.

## Personajes
| Personaje                                           | Tesitura              | Reparto del estreno, 1707 (Director: - ) |
| --------------------------------------------------- | --------------------- | ---------------------------------------- |
| Rodrigo, el rey                                     | soprano castrato      | Stefano Frilli                           |
| Esilena, esposa de Rodrigo                          | soprano               | Anna Maria Cecchi Torri, La Beccarina    |
| Florinda, madre del hijo de Rodrigo                 | soprano               | Aurelia Marcello                         |
| Giuliano, hermano de Florinda                       | tenor                 | Francesco Guicciardi                     |
| Evanco, último hijo vivo de Vitiza, el anterior rey | soprano (en travesti) | Caterina Azzolini, La Valentina          |
| Fernando, ministro de Rodrigo                       | contralto castrato    | Giuseppe Perini                          |

## Discografía
- Virgin Classics 7243 5 45897 2 0: Gloria Banditelli, Sandrine Piau, Elena Cecchi Fedi, Rufus Müller, Roberta Invernizzi, Caterina Calvi; Il Complesso Barocco; Alan Curtis, director.[1]
- Ambroisie AM 132 (2008): Maria Riccarda Wesseling, María Bayo, Sharon Rostorf-Zamir, Kobie van Rensburg, Max Emanuel Cencic, Anne-Catherine Gillet; Al Ayre Español; Eduardo López Banzo, director.